# Die Abreise
Die Abreise ist ein Musikalisches Lustspiel in einem Akt von Eugen d’Albert. Das Libretto verfasste Ferdinand von Sporck nach der gleichnamigen literarischen Vorlage von August Ernst von Steigentesch. Uraufführung war am 20. Oktober 1898 in Frankfurt am Main.

## Handlung
Die Oper spielt in einem Lustschloss in Mitteldeutschland gegen Ende des 18. Jahrhunderts.
Gilfen und Luise sind schon lange miteinander verheiratet. Die große Liebe, die sie einst füreinander empfanden, ist im Laufe der Jahre etwas verblasst. Eigentlich wollte der Herr des Hauses schon mehrmals allein eine größere Reise unternehmen; aber jedes Mal, wenn er abreisen wollte, war er sich nicht sicher, ob er nicht doch besser zu Hause bleiben sollte, weil er befürchtete, seine Frau könne diese Gelegenheit zu einem Seitensprung ausnützen. Folglich reiste er nicht ab.
Gilfens Freund Trott hat heimlich ein Auge auf die immer noch sehr attraktive Luise geworfen. Da ist es nur verständlich, dass er seinem Freund rät, endlich einmal die lange geplante Reise anzutreten. Zunächst tut Gilfen so, als befolge er diesen Rat. Er verabschiedet sich von seiner Frau und verlässt das Schloss. Doch kaum ist er weg, schmeichelt sich Trott gleich bei Luise ein. Er glaubt, bei ihr landen zu können, weil er weiß, dass Luise von ihrem Mann vernachlässigt wird. Also müsste sie sich doch geradezu nach einem Liebhaber sehnen. Aber ach, Trotts Rechnung geht nicht auf: Luise weist ihn ab.
Gilfen hat natürlich die Absicht seines Freundes durchschaut. Er kehrt für die beiden Zurückgelassenen überraschend zurück und muss höchsterfreut feststellen, dass ihm seine Frau treu geblieben ist. Nun ist es Trott, der abreisen muss.
Endlich haben Luise und Gilfen wieder einmal viel Zeit füreinander. Bei einem Glas Sekt beschließen sie, ihre Liebe zu erneuern.

## Musik
Bevor sich der Komponist dem Verismus zuwandte, aus dem dann seine beiden Welterfolge Tiefland und Die toten Augen hervorgingen, hatte er mit dem Einakter Die Abreise eine ganz andere musikalische Richtung eingeschlagen. Sein Musikalisches Lustspiel trägt operettenhafte Züge mit eingängigen, romantisch beseelten Melodien, verpackt in flüssige Dialoge. Neben den genannten veristischen Opern gehört dieses Opus zu den wenigen Werken, die dafür sorgen, dass sein Ruhm bis heute nicht ganz verblasst. Für die Aufführung genügt ein Kammerorchester.

## Tonträger
- „Die Abreise“ – CD von CPO (1978), Nr. 999 558-2, sowie remastered 1996 von EMI 4 64335 2 mit Peter Schreier, Hermann Prey, Edda Moser und der Philharmonia Hungarica unter der Leitung von János Kulka.